# Insula Bornholm

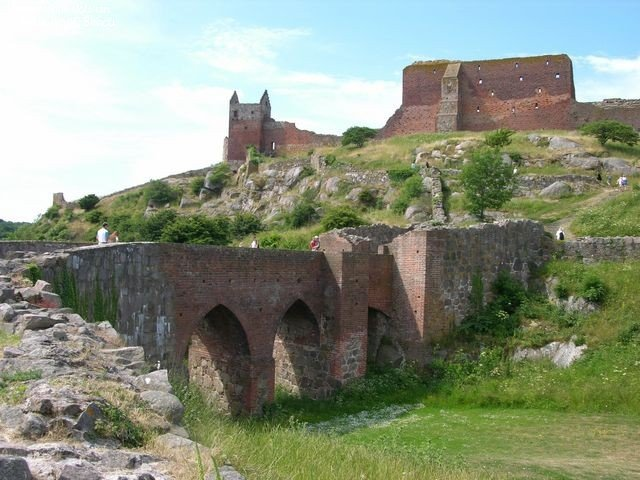
Ruinele fortăreţei Hammershus

Bornholm este o insulă aparținând de Danemarca și aflată în Marea Baltică. Până la 1 ianuarie 2007 a fost organizată sub forma unei municipalități regionale, cu puteri echivalente unui Amt, după care a devenit parte a regiunii Hovedstaden.
Insula se află la est de Danemarca, la sud de Suedia și la nord de Polonia. Bornholm a fost de-a lungul timpului un punct strategic important în regiune, mărturie în acest sens fiind și ruinele castelului Hammershus din nordul insulei, cea mai mare fortăreță medievală a Europei de Nord.
Pe vremea celui de-Al Doilea Razboi Mondial, Insula Bornholm a fost invadată de armata nazistă iar apoi de cea sovietică. Trupele sovietice au părăsit insula în 1946.

## Personalități marcante
- Michael Ancher, pictor